# Andrew Majda

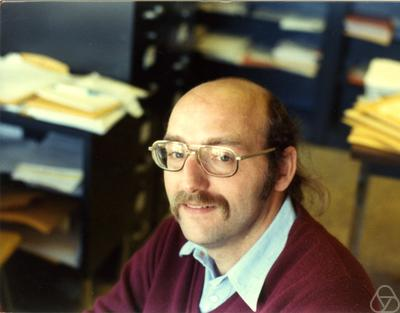
Andrew Majda

Andrew Joseph Majda (* 30. Januar 1949 in East Chicago, Indiana; † 12. März 2021 in Princeton, New Jersey) war ein US-amerikanischer angewandter Mathematiker, der sich mit partiellen Differentialgleichungen beschäftigte.

## Werdegang
Majda studierte an der Purdue University (Bachelor-Abschluss 1970) und an der Stanford University, wo er 1971 seinen Master-Abschluss machte und 1973 bei Ralph Phillips promoviert wurde. 1973 bis 1975 war er als Post-Doc und Instructor am Courant Institute of Mathematical Sciences of New York University. Ab 1976 lehrte er an der UCLA (erst Assistant Professor, ab 1978 Professor), war ab 1978 Professor an der University of California, Berkeley und von 1984 bis 1995 an der Princeton University. Ab 1994 war er wieder als Professor am Courant Institute, wo er maßgeblich am Aufbau eines Klimaforschungszentrums beteiligt war (Center for Atmosphere Ocean Science). Er ist dort Samuel Morse Professor of Arts and Sciences.
Majda beschäftigte sich mit partiellen Differentialgleichungen und deren Anwendung in den unterschiedlichsten Gebieten, wie Streutheorie, Theorie der Stoßwellen, Verbrennungsprozesse, Hydrodynamik, Wirbelbewegung und Turbulenz, Klimamodellen. Außerdem entwickelte er allgemein Methoden zur Datenbehandlung und Vorhersage in komplexen vielskaligen Problemen. Ab 1986 entwickelte er mit Ronald DiPerna die Concentration-Cancellation Methode bei Vortex-Anfangswertproblemen der zweidimensionalen Eulerschen Gleichung.
1990 hielt er einen Plenarvortrag auf dem Internationalen Mathematikerkongress (ICM) in Kyōto (The interaction of nonlinear analysis and modern applied mathematics) und 1983 war er Invited Speaker auf dem ICM in Warschau (Systems of conservation laws in several space variables).
Er war Ehrendoktor der Purdue University und der Fudan-Universität in Shanghai. 2004 erhielt er den Wissenschaftspreis des New Yorker Bürgermeisters und 1982 und 2007 die Medaille des Collège de France. 1992 erhielt er den Preis für Numerische Analysis und Angewandte Mathematik der National Academy of Sciences, deren Mitglied er ab 1994 war, und 1990 hielt er die John von Neumann Lecture der SIAM. 1995 war er Gibbs-Lecturer der American Mathematical Society, deren Fellow er war. 1977 bis 1979 war er Sloan Research Fellow. Er war Fellow der Japan Society for the Promotion of Science. Für 2013 wurde ihm der Norbert-Wiener-Preis zugesprochen. 2010 wurde er in die American Academy of Arts and Sciences gewählt. 2016 erhielt er den Leroy P. Steele Prize for Seminal Contribution to Research der American Mathematical Society.

## Schriften
- mit Andrea Bertozzi: Vortices and incompressible flow, Cambridge University Press, 2001
- Compressible Fluid Flow and Systems of Conservation Laws in Several Space Variables, Springer 1984
- Introduction to Partial Differential Equations and Waves for the Atmosphere and Ocean, Courant Lecture Notes, Bd. 9, American Mathematical Society, Courant Institute of Mathematical Sciences, 2002
- mit R. Abramov, M. Grote: Information theory and stochastics for multiscale nonlinear systems, American Mathematical Society 2005
- mit X. Wang: Nonlinear Dynamics and Statistical Theories for Basic Geophysical Flows, Cambridge University Press, 2006